# 4899 Candace
4899 Candace је астероид главног астероидног појаса чија средња удаљеност од Сунца износи 2,372 астрономских јединица (АЈ).
Апсолутна магнитуда астероида је 13,6.